# Juan Carlos García (aktor)
Juan Carlos García, właściwie Juan Carlos García Pajero (ur. 4 stycznia 1971 roku w Caracas) – wenezuelski aktor telewizyjny i model.
Po ukończeniu szkoły podstawowej San Ignacio, uczęszczał do Villanueva School, gdzie uzyskał stopień licencjata. Wkrótce rozpoczął studia inżynierii mechanicznej na Metropolitan University, ale dwa lata później zdecydował się przejść na wydział inżynierii lądowej na Universidad Santa María. 
Garcia został odkryty w towarzystwie narzeczonej podczas castingu do reklamy telewizyjnej. Wkrótce potem otrzymał swoją pierwszą propozycję, jego twarz stała się rozpoznawalna w Wenezueli, gdzie rozpoczął potem swoją karierę jako model. Pracował dla projektantów takich jak między innymi Tommy Hilfiger, Christian Dior, Giovanni Scutaro i Vielmans. Stał się postacią męską firmy Vista w reklamach telewizyjnych na całym świecie. Brał także udział w reklamach Toyoty, Pepsi, Samsunga i Palmolive.

## Filmografia
| 1998 | Jugando a ganar                    | Venevisión | -                                  |
| 2000 | Mariú                              | RCTV       | David Marcano                      |
| 2000 | Angelica pecado                    | RCTV       | Paolo                              |
| 2001 | Carissima                          | RCTV       | José Thomas Uriola                 |
| 2003 | Kobieta Judasz (La mujer de Judas) | RCTV       | Salomon Vaisman                    |
| 2003 | La invasora                        | RCTV       | Sergio Martínez Aldana             |
| 2004 | Besos robados                      | RCTV       | Alejandro Pomar                    |
| 2005 | El amor las vuelve locas           | Venevisión | Memo                               |
| 2006 | Ciudad bendita                     | Venevisión | Junior Mercado                     |
| 2008 | Ryż na słodko (Arroz con leche)    | Venevisión | Rodrigo                            |
| 2009 | Los misterios del amor             | Venevisión | Juan Andrés Román i Jason Martínez |
| 2010 | Habana Eva                         | -          | Jorge                              |
| 2011 | La viuda joven                     | Venevisión | Jeremías Miranda                   |